# Сади і парк Версаля
Сади і парк Версаля розташовані на частині території колишніх Королівських володінь у Версалі і є частиною палацово-паркового ансамблю Версаля. Розташовані на захід від палацу, сади займають площу 815 гектарів, велика частина якої впорядкована в класичному стилі регулярного французького парку, який тут довів до досконалості знаменитий ландшафтний архітектор Андре Ленотр. Станом на 2010 рік на території палацово-паркового ансамблю зростало 350000 дерев. У період розквіту епохи правління Людовика XIV, палацові парки охоплювали площу 8338 гектарів, по периметру вони мали огорожу, в якій було влаштовано 22 розкішних проїзди. У наш час сади оточені поясом лісистої місцевості, яка на сході межує з житловими кварталами міста Версаль, на північному сході — з муніципалітетом Ле-Шене, на півночі — з національним Дендрарієм Шеврьолу, на заході прилягає до Версальської рівнини (охоронюваний заказник), а на півдні — до лісу Саторі.
Сади мають статус юридичної особи публічного права і працюють під егідою Міністерства культури Франції, при цьому вони — частина Національного надбання Версаль і Тріанон і одним з найвідвідуваніших туристичних об'єктів Франції, що приймає за рік понад 6 мільйонів відвідувачів.
Окрім ретельно стрижених газонів і галявин, скульптур і квіткових партерів, на території садів розташовані фонтани, які надають особливої унікальності садам Версаля. Фонтани датуються епохою Людовика XIV і в наші дні їх роботу забезпечує гідросистема, встановлена ще в дореволюційній Франції. Щорічно з кінця весни до початку осені кожні вихідні влаштовуються грандіозні вистави — Grandes Eaux або Свята фонтанів — під час яких усі фонтани в парку працюють на повну силу.
У 1979 році сади Версаля, разом з палацом, були внесені до Списку Світової спадщини ЮНЕСКО.

## Часи правління Людовика XIII
Перші сади у Версалі були розплановані за Людовика XIII. Після того, як Людовик XIII у 1632 році остаточно викупив ці угіддя у Жан-Франсуа де Гонді і надалі взяв на себе у Версалі феодальну роль, на захід від палацу було створено регулярні сади. Того ж 1632 року перед вікнами невеликого шато висадили 6 квадратів вічнозеленого самшиту, а також влаштували терасу і сходи, що вели до партеру з круглим басейном. У західному напрямку вздовж центральної осі парку була прокладена довга алея, оточена живоплотом. Вона вела до найбільшої водойми парку, яка пізніше стала Басейном Аполлона. В цей час в садах було створено знамениту королівську панораму. Це раннє планування, відоме в наш час за так званим планом Дю Буса 1662 року, показує тодішній рельєф місцевості, на якій розвивались алеї саду. Планування саду вже було чітко прив'язане до осей північ-південь і схід-захід. З архівних записів видно, що сади, які проєктували у ті часи Клод Молле та Ілларій Массон, існували без особливих змін до їх розширення, замовленого Людовиком XIV у 1660-х роках.

## Часи правління Людовика XIV
У 1661 році, після арешту королівського супер-інтенданта фінансів Ніколя Фуке, Людовик XIV почав надавати Версалю більше уваги. Силами архітектора Луї Лево, художника Шарля Лебрена і ландшафтного архітектора Андре Ленотра (авторів маєтку Фуке — Во-ле-Віконт) — Людовик почав реалізацію проєктів, спрямованих на розширення і оздоблення Версаля, і ці проєкти зайняли решту епохи його правління.
Починаючи з цього часу, розширення палацу супроводжувалось і розширенням садів Версаля. Відповідно, будівельні кампанії Людовика XIV поширювались також на сади, проходячи на кожному етапі під його наглядом.
Перша будівельна кампанія
У 1662 році була виконана незначна реконструкція палацу; основні зусилля і кошти були спрямовані на розвиток садів і парку. За рік до цього, в 1661 році, Ленотр почав представляти королю свої проєкти розвитку садів Версаля. Людовик XIV хотів побачити оновлені сади якомога швидше і незабаром роботи закипіли повним ходом. У розпал першої будівельної кампанії 36 000 осіб працювали над вирівнюванням парку та плануванням садів, переміщуючи і розподіляючи тисячі тонн ґрунту. У цей період розвитку садів Ленотр нічого не створював «з нуля», він застосував задуми та ідеї, розроблені його попередниками у Версалі — Клодом Молле і Жаком Бойсо. Було розширено наявні боскети і партери, а також створено нові. З нових проєктів цієї кампанії найзначнішими були Оранжерея і Грот Фетіди.
Оранжерея, яку запроєктував архітектор Луї Лево, була вигідно розташована на південь від палацу, з використанням переваг природного схилу пагорба. Тут було передбачено захищене приміщення, де цитрусові дерева утримувались протягом зимових місяців.
Грот Фетіди, розташований на північ від палацу, був важливим елементом художніх ілюстрацій палацу і садів, по яким проводився зв'язок між Людовиком XIV і образом Сонця. Спорудження цього гроту завершили в ході другої будівельної кампанії.
В оновлених садах з 1664 року Людовик XIV почав влаштовувати свята любові (fête galante), які отримали назву «Задоволення чарівливого острівця». Свято, влаштоване з 7 по 14 травня 1664 року, офіційно мало вшановувати його матір Анну Австрійську і його короновану дружину Марію Терезію, але фактично було вшануванням Луїзи де Лавальєр, фаворитки короля. Протягом цілого тижня гостей розважали прекрасними видовищами в садах. За підсумками цього свята — а саме, через брак місць для відпочинку гостей (більшість з них були вимушені ночувати у своїх екіпажах), для Людовика стали очевидними недоліки Версаля і він розпорядився почати ще одне розширення палацу і садів.
Друга будівельна кампанія
У період з 1664 по 1668 рік в садах відбулись значні зміни — особливо у частині фонтанів і нових боскетів; саме в цей період в оформленні садів широко застосовувались образи Аполлона і Сонця як метафори для Людовика XIV. В ході спорудження трьох нових корпусів, обернених фасадами до парку, Луї Лево вдалось виконати реконструкцію садів навколо палацу часів Людовика XIII таким чином, що використані в садах образи вдало поєднались з образами в декорі Великих королівських апартаментів.
Ландшафтна структура і візуальний образ садів, що стали результатом цього етапу модернізації, існуватимуть аж до XVIII сторіччя. Французький історик і літописець Андре Фелібьєн в своєму описі Версаля відзначив переважання мотивів Сонця і Аполлона в будівельних проєктах того часу: «З того часу як Сонце стало символом Людовика XIV, а поети поєднали образи Сонця і Аполлона, в цьому грандіозному маєтку не залишилося нічого, що не має відношення до цього божества.»
На цьому етапі розбудови садів, три нові елементи утворили топологічний і символічний зв'язок в садах: завершений Грот Фетіди, Басейн Латони і Басейн Аполлона.
Грот Фетіди
Роботи зі спорудження грота розпочали в 1664 році і завершили в 1670 році встановленням збірки скульптур роботи майстрів, серед яких Жиль Герін, Франсуа Жирардон, Гаспар Марсі і Бальтазар Марсі. Грот був важливим символічним і технічним елементом садів Версаля. Символічно, Грот Фетіди мав відношення до міфу про Аполлона і, отже, пов'язувався з Людовиком XIV. Він символізував морську печеру німфи Фетіди, де Аполлон відпочивав після освітлення неба в своїй колісниці. Грот був окремою конструкцією, розміщеною на північ від палацу. Його внутрішня частина, декорована для зображення морської печери виробами з мушель, містила скульптурну групу роботи братів Марсі — «Нереїди, що служать Аполлону» (центральна група) та «Сонячні коні, за якими доглядають слуги Фетіди» (дві сусідні скульптурні групи). Спершу ці статуї встановили в трьох окремих нішах грота і оточили різноманітними фонтанами і водними пристроями.
З технічного боку Грот Фетіди мав ключове значення в роботі всієї гідросистеми, яка постачала воду до садів і парку. Дах грота підтримував резервуар, в якому накопичувалася вода, закачана зі ставка Каланьї, і цією водою під тиском наповнювалися фонтани нижче в саду.
Грот Фетіди проіснував до 1684 року. Він користувався надзвичайною популярністю у відвідувачів, що захоплювалися грою фонтанів і красою внутрішнього оформлення.
|                                                                |                                                                                              |                                                                         | |                                                                  |
| «Зовнішній вигляд Грота Фетіди»; робота Жана Лепотра, 1672 рік | «Сонячні коні, за якими доглядають Тритони, слуги Фетіди»; робота Жиля Геріна, бл. 1670 року | «Нереїди, що служать Аполлону»; робота Франсуа Жирардона, бл. 1670 року | «Сонячні коні, за якими доглядають Тритони, слуги Фетіди»; робота Гаспара і Бальтазара Марсі, бл. 1670 року | «Внутрішній простір Грота Фетіди»; робота Жана Лепотра, 1676 рік |

Басейн Латони
Басейн Латони розташований на вісі захід-схід, західніше і нижче від Водного партеру. Розроблений Андре Ленотром, прикрашений скульптурами Гаспара і Бальтазара Марсі і зведений між 1668 і 1670 роками, фонтан ілюструє епізод з «Метаморфоз» Овідія. Згідно з легендою, Латона зі своїми дітьми Аполлоном і Діаною страждала від того, що селяни Лікії метали з пращ у її ставок грудки мулу і бруду, через що вона з дітьми не могла напитися. Зевс, у відповідь на її благання, перетворив селян в жаб і ящірок. Цей епізод з міфології був обраний як алегорія заколоту Фронди, яка мала місце в юнацькі роки Людовика XIV. Зв'язок між твором Овідія і цим епізодом історії Франції відображений у стійкому політичному виразі — «метати бруд». Це додатково підтверджується тим фактом, що слово «фронда» (fronde) у французькій мові також позначає метальну машину, рогатку. Центральна мармурова група роботи братів Марсі представляє Латону з дітьми, яка спочатку, в 1670 році, височіла на скелі. Навколо неї з води виступали голови і спини шести жаб, а інші 24 жаби були розташовані поза басейном, по периметру газону. У той час богиня була обернена лицем до палацу.
|                                                        |                                                               |
| «Вид на Басейн Латони»; гравюра Жана Лепотра, 1678 рік | «Вид на Басейн Аполлона»; гравюра Луї де Кастільона, 1683 рік |

Басейн Аполлона
Далі по вісі захід-схід знаходиться Басейн Аполлона — Фонтан Аполлона. Фонтан Аполлона зведений між 1668 і 1671 роками на місці Лебединого басейну часів Людовика XIII. Людовик XIV розпорядився розширити його площу і прикрасити розкішним скульптурним ансамблем з позолоченого свинцю, в якому, за ескізами Шарля Лебрена, Жан-Батіст Тюбі зобразив бога Аполлона, що веде свою колісницю освітлюючи небо. Тюбі працював над цією композицією з 1668 по 1670 на Мануфактурі Гобеленів. По завершенні робіт ансамбль перевезли у Версаль і встановили на цьому місці, а через рік вкрили позолотою. Фонтан утворює вузлове місце в парку і є сполучним елементом між садами, Малим Парком і Великим Каналом.
Великий канал
Великий канал завдовжки 1500 метрів і завширшки 62 метри спорудили між 1668 і 1671 роком. Візуально і фізично він продовжує вісь захід-схід аж до стін Великого Парку. За часів дореволюційної Франції Великий канал використовувався для грандіозних прогулянок на човнах. 1674 року, за результатами серії вигідних для Людовика XIV дипломатичних домовленостей, король розпорядився побудувати Малу Венецію. Розташована біля перетину Великого каналу і північної поперечної гілки, Мала Венеція прийняла до себе яхти і каравели, отримані з Голландії, а також гондоли, отримані в подарунок від дожа Венеції. Звідси й виникла назва Мала Венеція. Тут було розквартировано 14 венеційців, найнятих для керування гондолами, а також жили боцмани і корабельні теслі, приписані до 20 кораблів, пришвартованих у водах Версаля.
Крім святкового та декоративного призначення, Великий Канал також відігравав суто практичну роль. Розташований в найнижчій точці садів, він накопичував воду, відведену з фонтанів верхньої частини саду. З Великого Каналу воду відкачували назад до резервуару на даху Грота Фетіди за допомогою кількох помп, які приводилися в дію вітряком і кінною тягою.
|                                                         |                                                                                       |
| «Вид на Великий Канал»; гравюра Ніколя Переля, 1680 рік | «Вид на Водний Партер до повної реконструкції 1684 року»; Андре Ленотр, бл. 1674 року |

Водний партер
Вище Фонтану Латони розташована тераса палацу, знана як Водний партер. Розміщений на парковій осі північ-південь, Водний партер є сполучною ланкою між палацом і садами нижче. Звідси відкриваються чудові види на королівську панораму, що дають розуміння істинного масштабу садів Версаля. Атмосфера Водного партеру об'єднує символізм і образи, використані в оформленні Великих королівських покоїв з образами, представленими в садах. Саме звідси можна повною мірою оцінити симетрію, яку так любив Ленотр, а вид на фасад палацу (670 метрів вздовж саду) звідси виглядає найвеличнішим. 1664 року Людовик XIV замовив серію статуй, які повинні були прикрасити простір Водного партеру. У «Великому замовленні», як було назване доручення, було 24 статуї класичного виду і 4 додаткові статуї, що ілюструють епізоди викрадень з класичної історії.
Окрім розширення боскетів, що вже існували та спорудження нових, в цей період було реалізовано ще два проєкти — створення Ялинової водойми і Швейцарського басейну.
Процес створення боскетів
Однією з особливостей Другої будівельної кампанії було суттєве збільшення боскетів. Розширюючи планування, встановлене при першій будівельній кампанії, Андре Ленотр додав або розширив не менше десяти боскетів: Боскет «Заплава» в 1670 році; Боскет Водного театру, Острів Короля і Дзеркальний басейн, Залу Балів (Зал Ради), Боскет Трьох Фонтанів в 1671 році; Лабіринт і Боскет «Тріумфальна Арка» в 1672 році; Боскет Слави (Боскет купольних павільйонів) і Боскет «Енкелад» в 1675 році; і Боскет Джерел в 1678 році.
Ялинова водойма
Ялинова водойма була спроєктована в 1676 році на північ від палацу нижче за Північним партером і Алеєю Смішних малюків. Ця водойма була задумана як парний елемент вздовж вісі північ-південь зі Швейцарським басейном, розташованим біля основи пагорба Саторі на південь від палацу. В ході подальших реконструкцій парку цей фонтан було перетворено в Басейн Нептуна.
Швейцарський басейн або басейн Швейцарців
Виритий у 1678 році, Швейцарський басейн (отримав свою назву на честь швейцарських гвардійців, що будували це озеро) влаштовано на місці боліт і ставків, які постачали воду для фонтанів парку. Цей гідрографічний об'єкт, що має площу поверхні понад 15 гектарів, є другою  після Великого Каналу  за розмірами водоймою у Версалі.
Третя будівельна кампанія

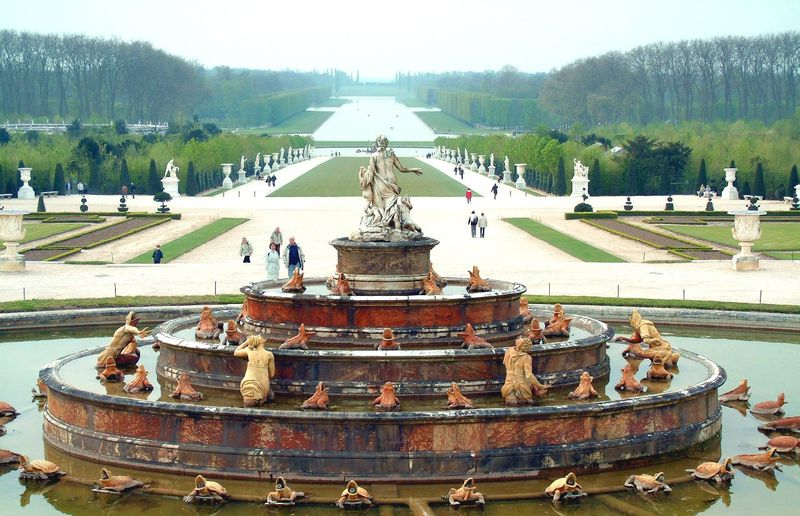
Басейн Латони — Фонтан Латони на тлі Зеленої ковдри і Великого каналу.

Зміни в парку в ході третьої будівельної кампанії головним чином характеризуються стилістичним переходом від естетики незайманої природи Андре Ленотра до формально структурованого стилю Жуля Ардуана-Мансара. Перша істотна зміна в парку в цей період будівництва відбулась в 1680 році, коли Королівська алея або Зелений килим — смуга зеленого підстриженого газону, що стелиться від Фонтану Латони до Фонтану Аполлона — досягла під керівництвом Андре Ленотра свого остаточного розміру і форм. Алея була розширена і прикрашена обабіч розташованими попарно 12 статуями і такою ж кількістю ваз. Більшість з них виконані в XVII столітті в Римі учнями Французької Академії мистецтв. Прилеглі алеї ведуть до боскетів.
Починаючи з 1684 року під керівництвом Жуля Ардуан-Мансара було повністю перебудовано Водний партер. Статуї з Великого замовлення 1674 року перенесли в інші частини парку. Спорудили 2 симетричні восьмикутні басейни, прикрашені бронзовими лежачими фігурами, що символізують чотири головні річки Франції, а навколо них розташували чотири німфи і чотири групи дітей. Бронзові моделі за зразками робіт знаменитих у той час скульпторів відлили з 1687 по 1694 рік в паризькому «Арсеналі». Водний партер був оздоблений з півночі і півдня бронзовими вазами, в яких спочатку планувалося розмістити цитрусові дерева, підстрижені у формі кулі. Цей вигляд партеру є остаточним і саме його ми бачимо в наші дні. У тому ж році мала Оранжерея Луї Лево, що знаходилася на південь від Водного партеру, була знесена і на її місці під керівництвом Жуля Ардуана-Мансара було зведено ВеликуОранжерею.
Крім Оранжереї в цей період були побудовані Сходи 100 сходинок, які спрощували доступ до південної частини парку, а також до Швейцарського басейну і до Південного партеру. З цього часу розташування і оформлення південної частини парку збереглося до наших днів.

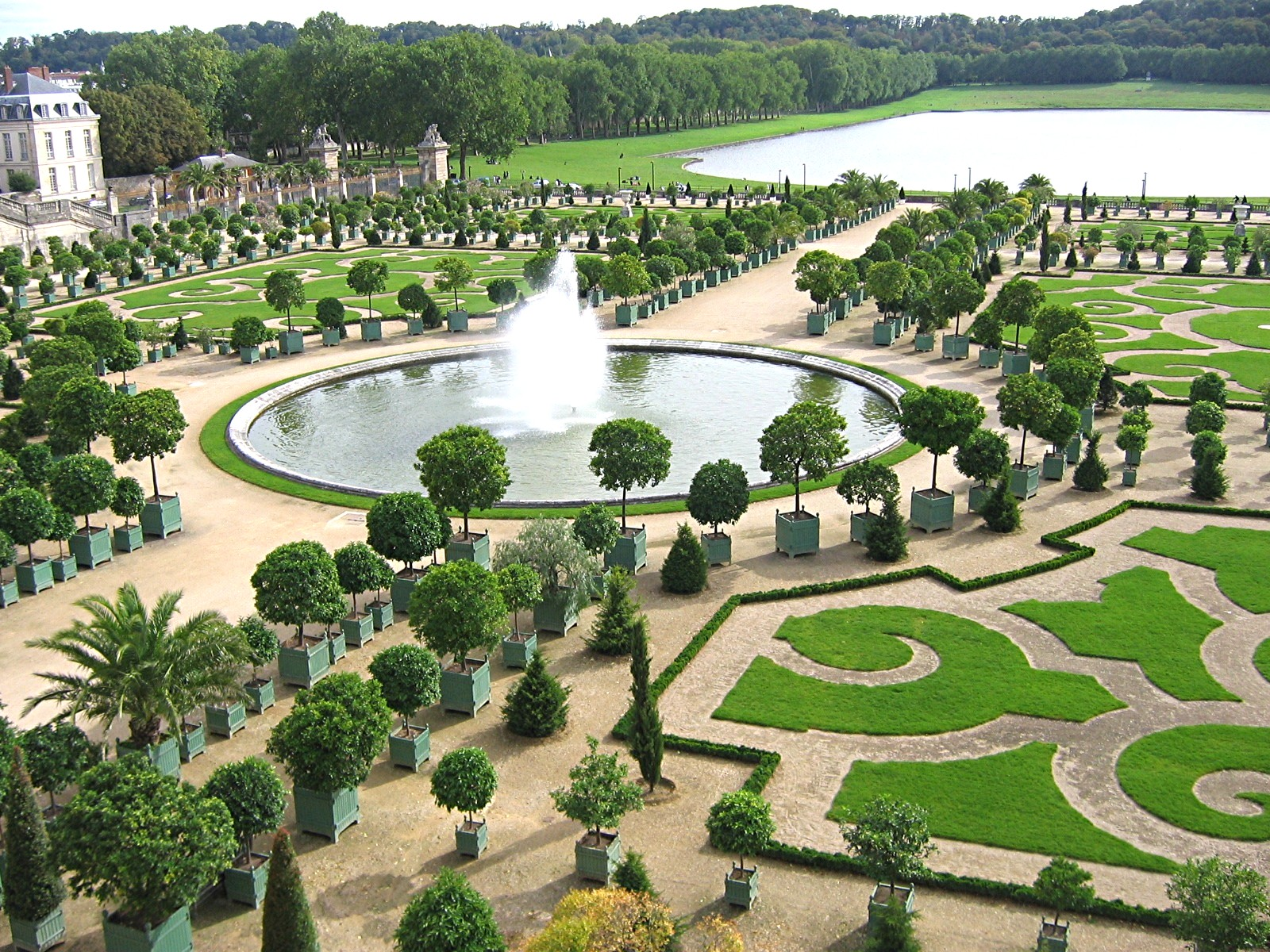
Оранжерея в парку Версальського палацу на тлі Швейцарського басейну.

За третьої будівельної кампанії для передбачуваного будівництва Північного крила Версальського палацу зруйнували Грот Фетіди. В ході зведення Північного крила (1685—1686) Північний партер було повністю перебудовано згідно з новим архітектурним виглядом цієї частини палацу. Щоб компенсувати втрату резервуара на даху Грота Фетіди і забезпечити зрослі потреби у воді, Жуль Ардуан-Мансар спроєктував новий більший резервуар прямо на північ від Північного крила. У 1685 році розпочалось спорудження дуже вартісного каналу Ер; розроблений Вобаном, він мав перенести води річки Ер на відстань 80 кілометрів. Проєкт включав спорудження ризикованих за своїми масштабами акведуків, однак роботи було припинено в 1690 році (див. нижче розділ «Проблеми з водою»).
До 1689 року Жуль Ардуан-Мансар зробив деякі зміни в Басейн Латони. Скелю замінили круглою в плані триступеневою мармуровою пірамідою, а скульптуру Латони повернули обличчям до Великого каналу. Басейн Латони плавно переходить в партер, де розташовано два басейни з ящірками. В цей період Басейн Латони набув свого остаточного вигляду, який ми можемо бачити у Версалі.
Під час цього етапу будівельних робіт було створено і реконструйовано три головні боскети парку. Почались роботи з Античної галереї — боскета, який створили в 1680 році на місці Водної галереї (1678). Цей боскет був задуманий як галерея просто неба (без даху), де представлено античні статуї і копії, які придбала Французька академія в Римі. У наступному році розпочали спорудження Бальної Зали. Розташований в затишній частині парку на південь від Оранжереї, цей боскет проєктували як амфітеатр з водоспадом — єдиний, що залишився в садах Версаля. Бальну Залу урочисто відкрили в 1685 році балом дофіна. Між 1684 і 1685 роками Жуль Ардуан-Мансар побудував Колонаду. Споруджений на місці Боскета Джерел Ленотра, цей боскет являє собою круглий перистиль, утворений 32 арками і 28 фонтанами. Цей боскет є комплексним архітектурним вирішенням роботи Жуля Ардуана-Мансара в садах Версаля.
Четверта будівельна кампанія
Через тимчасові фінансові труднощі, що виникли внаслідок Дев'ятирічної війни і Війни за іспанську спадщину, в парку і садах не проводили жодних істотних робіт аж до 1704 року. У період між 1704 і 1709 роками було реконструйовано боскети (деякі суттєво), після чого їм надали нові назви, що відбивають аскетизм і відсутність розкошів, властиві пізньому періоду епохи правління Людовика XIV.

## Часи правління Людовика XV

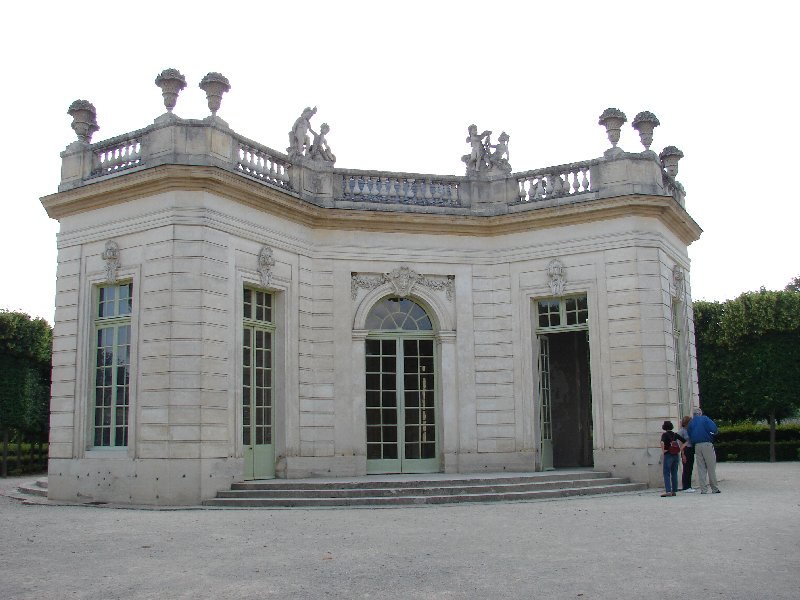
Французький павільйон в Малому Трианоні, проєкт Анжа Жака Ґабріеля, 1749—1750 рр.

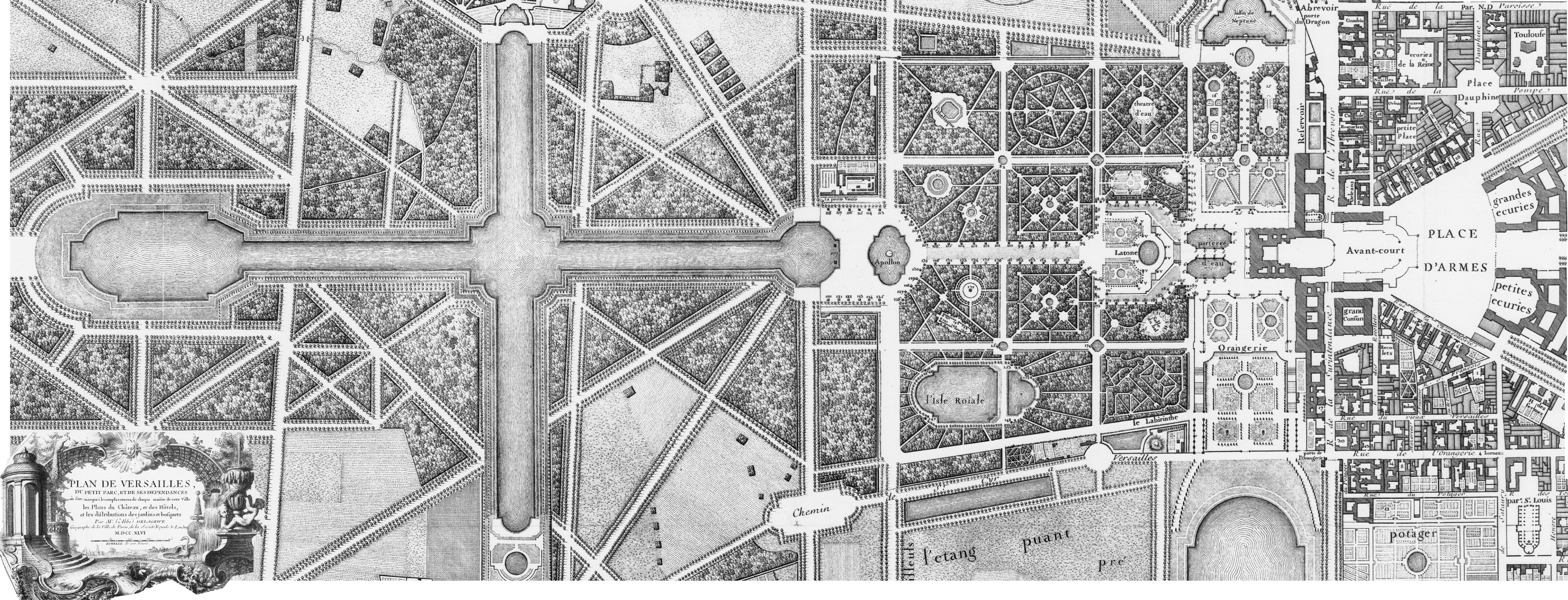
Сади і палац Версаля у 1746 році, робота Ебба Делагріва.

Після від'їзду короля та його двору з Версаля одразу після смерті Людовика XIV в 1715 році, в житті палацу і парків настав час невизначеності. 1722 року Людовик XV і його двір повернулися до Версалю. Мабуть, з огляду на застереження свого прадіда не починати дорогих будівельних кампаній, Людовик XV не вів у Версалі будівельних робіт, рівних кампанія Людовика XIV. Під час правління Людовика XV єдиним істотним внеском в розвиток садів було завершення Басейну Нептуна (1738—1741 рр.)
Замість витрачання коштів на реконструкцію садів Версаля, Людовик XV — пристрасний ботанік — зосередив свої зусилля на Тріаноні. На ділянці, яку нині займає Ферма Королеви, Людовик XV влаштував і утримував ботанічні сади. їх заклали в 1750 році і садівник-флорист Клод Рішар (1705—1784) став їх управителем. 1761 року Людовик XV доручив Анж Жаку Ґабріелю спорудження Малого Тріанона, оскільки йому була потрібна резиденція для проведення часу поблизу від ботанічних садів. Саме в Малому Тріаноні Людовик XV захворів смертельною віспою; 10 травня 1774 король помер у Версалі.

## Часи правління Людовика XVI
Після сходження на трон Людовика XVI парк і сади Версаля зазнали змін, схожих на Четверту будівельну кампанію Людовика XIV. Під впливом нових ідей, пропагованих Жаном-Жаком Руссо і філософською партією, взимку 1774—1775 років сади були повністю пересаджені. Дерева і чагарники, висаджені в епоху Людовика XIV, зрубали або викорчували для того щоб французький сад Ленотра і Ардуана-Мансара перетворити на парк англійського стилю.
Спроба перетворити шедеври Ленотра в пейзажний англійський парк закінчилася невдачею. Поставленої мети досягти не змогли. Значною мірою через топологію ландшафту від англійської естетики відмовились і сади відновили в регулярному стилі. Однак, маючи намір заощадити, Людовик XVI доручив замінити стрижений живопліт стін боскетів, трудомісткий у догляді, на ряди лип і каштанів. Крім цього кілька боскетів, створених в епоху Короля-Сонця, зруйнували або значно перебудували. Найістотнішим внеском в сади за правління Людовика XVI став Грот Аполлона. Печера з грубого каменю, споруджена як боскет англійського стилю, стала шедевром Гюбера Робера. Там розмістили статуї зі зруйнованого Грота Фетіди.

## Французька Революція
У 1792 році за указом Національного конвенту деякі дерева в садах були зрубані, попри те що фрагменти Великого парку вже були поділені на частини і зруйновані. Передчуваючи потенційну загрозу Версалю, Луї Клод Рішар (1754—1821) — онук Клода Рішара, управитель ботанічних садів — намагався переконати уряд зберегти Версаль. Він досяг успіху у захисті Великого парку, а загроза руйнування Малого парку зникла після пропозиції використовувати партери під городи, а відкриті області парку для висаджування фруктових дерев. На щастя, ці ідеї ніколи не були здійснені, проте, сади стали відкриті для народу і було незвично бачити, як люди прали свою білизну у фонтанах і розвішували її поряд на чагарниках.

## Епоха Наполеона I
Епоха Наполеона Бонапарта обійшла Версаль увагою. У палаці обставили анфіладу кімнат для імператриці Марії-Луїзи; сади залишились незмінними, за винятком фатальної рубки дерев у Боскеті «Тріумфальна Арка» і в Боскеті Трьох Фонтанів. Масштабна ерозія ґрунтів вимагала посадки нових дерев.

## Період Реставрації
Після відновлення монархії Бурбонів в 1814 році сади Версаля зазнали перших змін з часів Французької революції. 1817 року Людовик XVIII доручив перетворити Острів Короля і Дзеркальний басейн на сад, спланований в англійському стилі — Сад Короля. Велика частина чудових рослин була знищена тут ураганом 1999 року.

## Період Липневої Монархії; Друга Імперія
У той час як більша частина внутрішнього оздоблення палацу була безповоротно замінена, щоб влаштувати Музей славних перемог Франції (відкритий Луї-Філіппом I 10 червня 1837 року), сади і парк залишилися недоторканими. Якщо не зважати на державний візит Королеви Вікторії та Принца Альберта в 1855 році, під час якого в садах влаштували урочисте святкування, схоже на свята Людовика XIV, Наполеон III нехтував Версалем, надаючи перевагу Комп'єнському палацу.

## П'єр де Нолак
Після того як П'єр де Нолак обійняв посаду керівника музею в 1892 році, у Версалі настала нова ера історичних досліджень. Нолак, пристрасний вчений і архіваріус, почав по фрагментах збирати докупи історичне минуле Версаля і, згодом, встановив критерії реставрації палацу і збереження садів, які діють і в наші дні.

## Боскети в садах

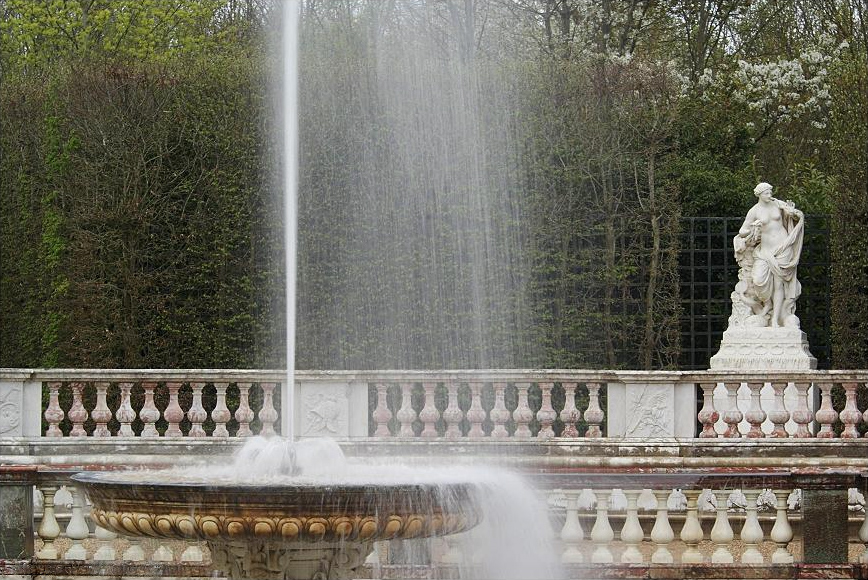
Боскет купольних павільйонів.

Внаслідок безлічі реконструкцій, виконаних в садах з XVII по XIX століття, багато боскетів неодноразово змінювалися а, разом з ними і їх назви.

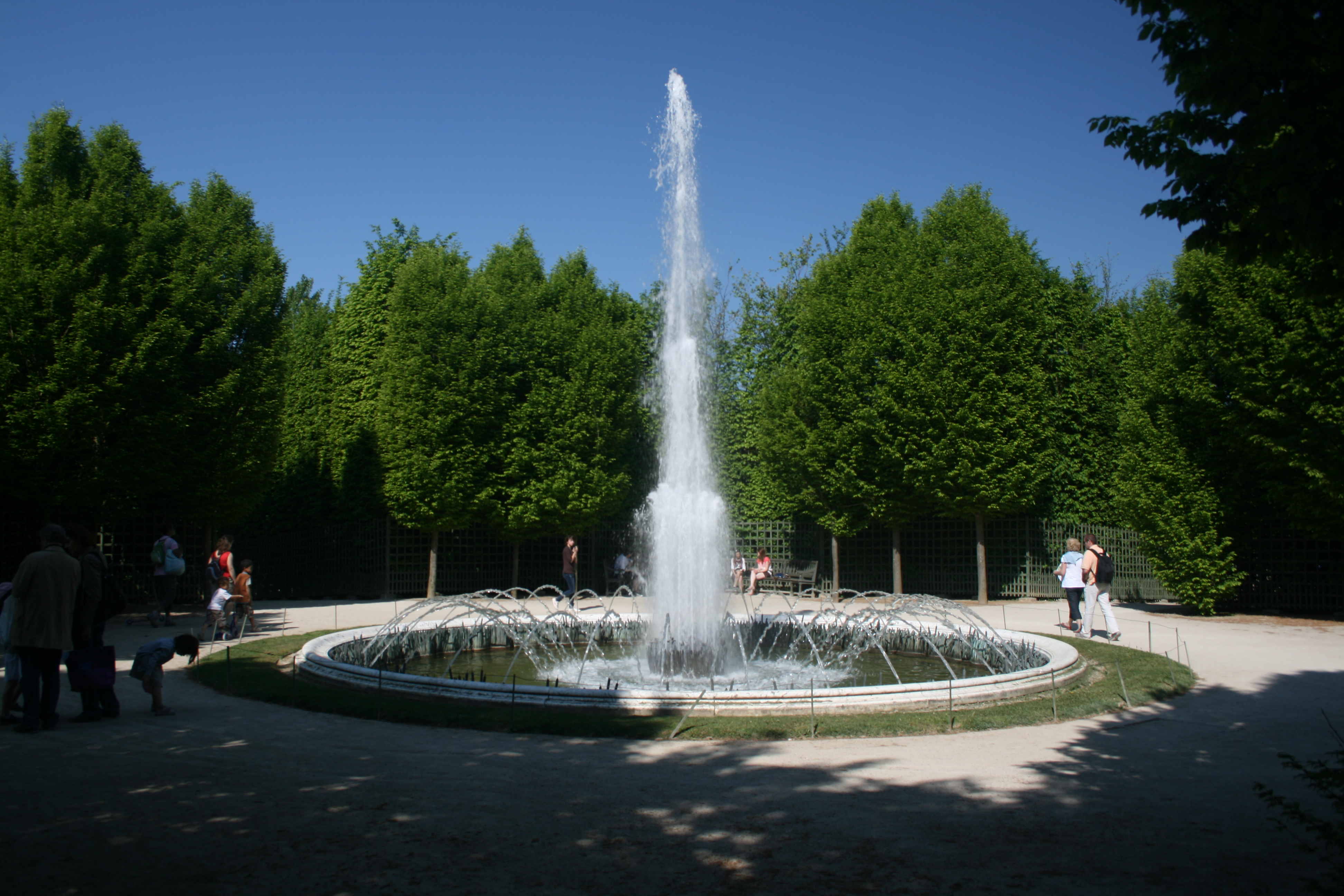
Боскет «Жирандоль», створений Андре Ленотром з 1661 по 1663 рік.

Два боскета — Боскет «Жирандоль» — Боскет Дофіна — Північні шахові насадження — Південні шахові насадження — Боскет «Жирандоль» — Боскет Дофіна
Ці два боскети було створено в 1663 році. Розташовані на північ і на південь від осі захід-схід, вони являли собою мережу стежок навколо чотирьох зелених кімнат, що сходились в центральній «кімнаті» з фонтаном. 1682 року південний боскет реконструювали у Боскет «Жирандоль», названий так через центральний струмінь фонтану з уступами. Північний боскет перебудували в 1696 році, він отримав назву Боскет Дофіна, завдяки фонтану з дельфіном. Кожен з цих боскетів був прикрашений бюстами на п'єдесталах, замовленими головним інтендантом Ніколя Фуке в Римі за оригіналами Ніколя Пуссена для оздоби замку Во-ле-Віконт. Обидва боскети зруйнували в ході пересадки парку в 1774—1775 роках в епоху Людовика XVI. Ці ділянки саду засадили липами, після чого їх назвали Північні шахові насадження і Південні шахові насадження. У 2000 році завершилась реставрація цих двох боскетів, яка повернула їх первісний вигляд.
Лабіринт — Боскет Королеви

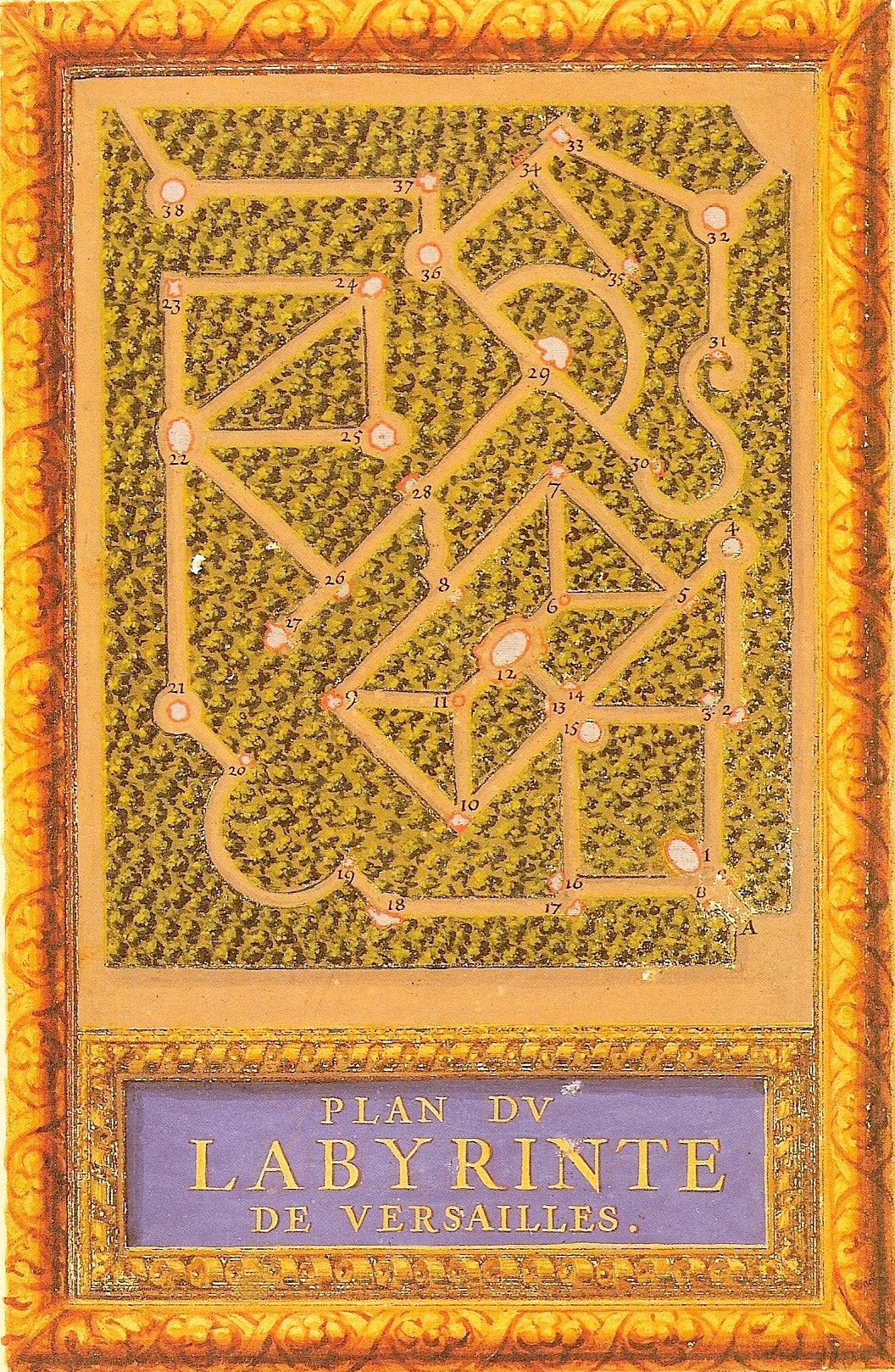
Схема Лабіринту згідно з описом Шарля Перро (1677)

Спочатку, в 1665 році Андре Ленотр спланував лабіринт простих стежок на ділянці з півдня від Фонтану Латони, біля Оранжереї. У 1669 році Шарль Перро — нині відомий, переважно, як автор «Оповідань матінки Гуски» — порадив Людовику XIV перебудувати Лабіринт таким чином, щоб він сприяв освіті Дофіна. У період між 1672 та 1677 роками Ленотр перепланував Лабіринт, розмістивши на кожному з перетинів алей 39 фонтанів, які зображали епізоди байок Езопа. Над цими 39 фонтанами працювали скульптори Жан-Батіст Тюбі, Етьєн Ле Онгр, П'єр Ле Гро (старший) і брати Марсі. До кожного фонтану додавалась табличка з текстом байки і куплета віршів придворного поета Бенсерада; по цих табличках син Людовика XIV вчився читати. Після свого завершення у 1677 році Лабіринт мав 39 фонтанів і 333 розфарбовані свинцеві фігурки тварин. Воду для цієї системи подавали з Сени за допомогою Машини Марлі. У Лабіринті було 14 водопідйомних коліс, які забезпечувались 253 помпами, деякі з яких працювали на відстані 1200 метрів. 1778 року Людовик XVI доручив знести Лабіринт посилаючись на високу вартість його утримання та ремонту. І на цьому місці було влаштовано дендрарій з екзотичними деревами в стилі англійського парку. Боскет отримав нову назву Боскет Королеви. Саме тут у 1785 році відбулось шахрайство знане як справа Намиста королеви, яке скомпрометувало Марію Антуанетту.
Боскет Водна гора — Боскет Зірки
Спочатку спланований Андре Ленотром в 1661 році як зелена кімната, цей боскет мав стежку, що оточувала центральну п'ятикутну ділянку. 1671 року його розширили, додавши продуманішу систему стежок, які підкреслювали новий центральний водний елемент — фонтан, що нагадує гору, — звідси з'явилась нова назва: Боскет Водна гора. Його знову ж повністю перебудували в 1704 році і дали нову назву Боскет Зірки.
Острів Короля — Дзеркальний басейн — Сад Короля
Спочатку спроєктовані в 1671 році як два різних гідрографічних об'єкта; більший з них — Острів Короля — був центральним елементом системи майстерних фонтанів. Острів Короля відокремили від Дзеркального басейну насипною доріжкою на невеликий дамбі, де було влаштовано 24 струмені. У Дзеркальному басейні свого часу проводились спуски на воду моделей військових кораблів. 1684 року острова позбулись, кількість водних струменів в боскеті суттєво скоротили. 1704 року боскет модернізували, перебудувавши насипну доріжку і додавши більше водних струменів. Століттям пізніше, в 1817 році, Людовик XVIII доручив запустілі Острів Короля і Дзеркальний басейн повністю перебудувати в стилі пейзажного парку. Цей оточений огорожею сад містив чудові рослини. З цього часу боскет стали звати Сад Короля. Під час урагану 1999 року більшість рослин була знищена. Від первісного оформлення зберігся лише Дзеркальний басейн.
Боскет «Заплава» — Боскет Кам'яного дуба — Боскет Аполлона — Грот Аполлона

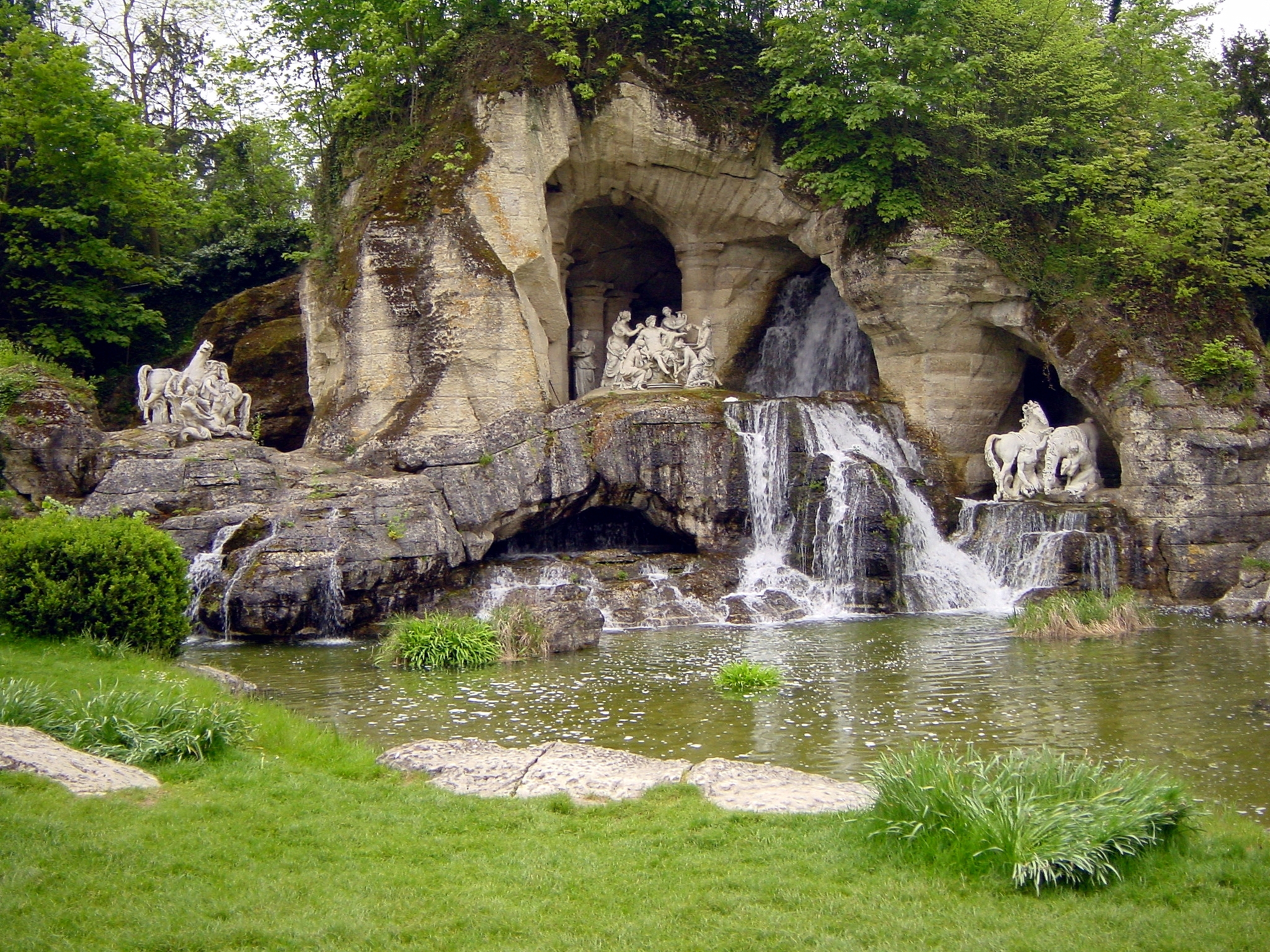
Сучасний Грот Аполлона.

Створений в 1670 році, спочатку цей боскет мав у центрі прямокутний басейн, обмежений газоном по периметру. На краю заплави були металеві стрілоподібні язички, в яких ховались безліч трубок, що розбризкували воду; в кожному кутку заплави був лебідь, з дзьоба якого бив струмінь води. У центрі водойми знаходилося залізне дерево з розфарбованим олов'яним листям, з гілок якого били струмені води. Через це дерево боскет також називали Боскетом Кам'яного дерева. Він був створений за підказкою Мадам де Монтеспан при Людовику XIV. 1704 року за проєктом Ардуан-Мансара його зруйнували для спорудження нового Боскета Аполлона, для розміщення скульптурних груп «Сонячні коні» і «Нереїди, що служать Аполлону», з Гроту Фетіди. Ардуан-Мансар влаштував цей куточок так, щоб підкреслити незвичайну красу цих творів. Їх встановили під позолоченим свинцевим карнизом на цоколі, що оточував басейн. Там вони перебували до 1776 року (за Людовика XVI). А потім через рік Гюбер Робер реконструював боскет в модному тоді англо-китайському стилі, і влаштував у ньому подобу печери для статуй братів Марсі. Новий боскет отримав нову назву — Грот Аполлона. Саме таким ми бачимо боскет нині.
Зала Балів — Зала Ради — Боскет «Обеліск»
У 1671 році Андре Ленотр задумав боскет — який спершу мав назву Зала Балів, а пізніше був перейменований в Залу Ради — у вигляді острова, що має форму чотири-пелюстка, оточеного каналом з 50-ма водними струменями. На кожній з пелюсток острова був одинарний фонтан; туди можна було потрапити двома підвісними мостами. Із зовнішнього боку каналу встановили 4 додаткові фонтани, по сторонам світу. Боскет заново перебудували в 1706 році під керівництвом Жуля Ардуан-Мансара. Центральний острів замінили великим басейном, піднятим на 5 сходинок, і оточили каналом. Центральний фонтан складається з 230 струменів води, що в сукупності нагадують обеліск — звідси нова назва — Боскет «Обеліск». Уцілілі свинцеві фігури його декору використали для оформлення фонтанів Великого Тріанона.
Боскет Водного театру — Боскет Зеленого кола
Центральної точкою цього Боскета, спорудженого Андре Ленотром в період між 1671 і 1674 роками, був театр з яким межували 3 ряди газонів для глядачів. Перед ними була сцена, прикрашена чотирма фонтанами, що чергуються з трьома радіальним водними каскадами. У період між 1680 роком і смертю Людовика XIV в 1715 році, тут постійно перегруповували статуї, розміщені на тлі боскету. 1709 року боскет перебудували, додавши Фонтан Дитячого острова. В рамках пересадки садів, розпочатої Людовиком XVI взимку 1774—1775 років, Боскет Водного театру зруйнували і на його місці створили нехитрий Боскет Зеленого кола.
Водна колиска — Боскет Трьох Фонтанів
Розташований на захід від Алеї Смішних малюків на місці колишнього боскету Водна колиска (вузький витягнутий боскет, створений в 1671 році, де була водна альтанка, сформована безліччю струменів води), збільшений Боскет Трьох Фонтанів був створений в 1677 році в результаті реконструкції Андре Ленотра. Являв собою серію трьох пов'язаних терас; кожна з яких містила кілька фонтанів з особливими ефектами, і басейн. У нижньому басейні струмені води утворювали квітку лілії, в центрі били вертикальні струмені і водний купол, і, нарешті, вгорі, злітала водна колона, сформована зі 140 струменів; причому, ця прямовисна колона постачала воду до нижніх басейнів. Фонтани пережили реконструкцію, затіяну Людовиком XVI для інших фонтанів парку на початку XVIII століття. Добре захований за решіткою, цей боскет впорядкували так, щоб старіючий король міг приїздити сюди на кріслі-качалці і переміщатися похилими доріжками газону. Згодом при повній пересадці садів в 1774—1775 рр. фонтани залишили без змін. 1830 року в боскет пересадили рослини, і з цього часу фонтани замовкли. Під час ураганів 1990 і 1999 років парку було завдано значної шкоди. Боскет Трьох Фонтанів урочисто відкрили після реставрації 12 червня 2004.
Боскет «Тріумфальна Арка»
Спочатку боскет був створений в 1672 році як простий водний павільйон — відкритий простір у вигляді кола з квадратним фонтаном в його центрі. 1676 року цей боскет, розташований на схід від Алеї Смішних малюків симетрично до Боскету Трьох Фонтанів, розширили і декорували в честь політичної лінії, натякаючи що вона привела до військових перемог Франції над Іспанією та Австрією, встановивши Тріумфальну Арку — звідси і пішла назва Боскета. Як і Боскет Трьох Фонтанів, цей боскет пережив реконструкції XVIII століття, але був засаджений новими рослинами в 1830 році, тоді ж фонтани закрили.
Боскет Слави — Купальня Аполлона — Боскет купольних павільйонів
У створеному в 1675 році Боскеті Слави була встановлена статуя Слави, яка прикрашала його басейн, і з труби якої виривався потужний струмінь води. 1684 року в боскеті встановили скульптурні групи з Грота Фетіди, для чого він був перебудований і фонтан Слави з нього прибрали. При цьому він отримав нову назву — Купальня Аполлона. В рамках проєкту з перепланування садів, затіяного Людовиком XIV на початку XVIII століття, групу Аполлона знову перемістили на ділянку де був Боскет «Заплава», який зруйнували і на його місці створили новий Боскет Аполлона. Там скульптурні групи встановили на мармурових постаментах, з яких текла вода, і кожна група була захищена вигадливим різьбленим позолоченим балдахіном. Старий боскет Купальня Аполлона перейменували в Боскет купольних павільйонів оскільки Жуль Ардуан-Мансар спорудив тут 2 біломармурові павільйони з куполами. Павільйони були знесені в 1820 році.

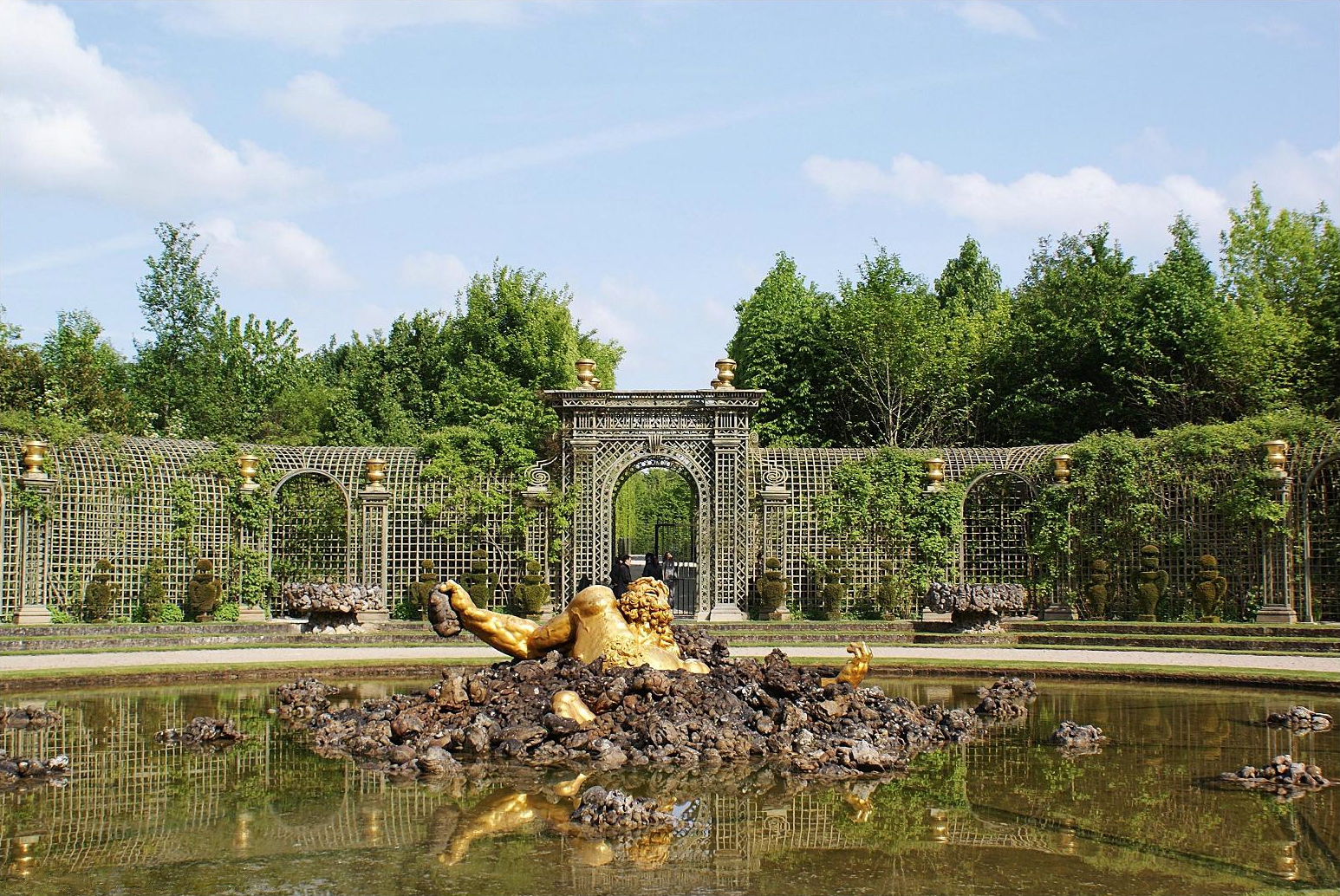
Боскет «Енкелад»
Фонтан боскета, створеного в 1675 році одночасно з Боскетом Слави, зображав гіганта Енкелада, переможеного Олімпійськими богами і засудженого до життя під горою Етна. За задумом творців, братів Марсі, цей фонтан символізував перемогу Людовика XIV над Фрондою. Скульптори зобразили гіганта, наполовину похованого під гірськими уламками, що відчайдушно бореться зі смертю. 1678 року сюди додали восьмикутну смугу дерну і 8 фонтанів рокайль, що оточували центральний фонтан. Ці додані елементи були видалені в 1708 році. Фонтан має найбільшу висоту струменя води серед усіх фонтанів в садах Версаля — 25 метрів. Цей боскет був відреставрований до 1998 року.
Боскет Джерел — Колонада
Початково був задуманий Андре Ленотром в 1678 році як проста зелена кімната; ландшафтний архітектор розширив ділянку і включив до неї наявний струмок, створивши боскет, де струмочки протікають поміж дев'яти невеликих острівців. 1684 року Жуль Ардуан-Мансар повністю перебудував боскет, звівши круглий подвійний перистиль з колон іонічного ордера. Отримавши нову назву, Колонада складалася з 32 мармурових колон і 31 фонтана — одинарний струмінь води бив у кожній чаші, встановленій під кожною аркою. 1704 року додали 3 додаткових проходи до Колонади, через що кількість фонтанів скоротили з 31 до 28. Знаменита скульптурна група в центрі Колонади на круглому п'єдесталі — «Плутон викрадає Прозерпіну» (з Великого Замовлення 1664 року) — була встановлена тут в 1696 році. У наш час оригінал знаходиться в сховищі, а в боскеті його замінив муляж.
Водна галерея — Антична галерея — Зала Каштанів
На місці Водної галереї (1678 рік) в 1680 році була спроєктована Антична галерея щоб розмістити зібрання античних статуй і копій, придбаних Французькою Академією в Римі. Центральну частину боскета була вимостили кольоровим камінням, її оточував канал, декорований двадцятьма статуями на п'єдесталах, відокремлених одна від одної трьома струменями води. 1704 року галерею повністю перебудували — статуї відправили до палацу Марлі, а в боскеті висадили каштанові дерева — звідси боскет отримав назву Зала Каштанів. Окрасою боскета стали 8 античних бюстів і 2 статуї. Від первісного оформлення збереглися два круглих фонтани, розташовані обабіч боскета.
Бальна зала
У розташованому на захід від Південного партеру і на південь від Фонтану Латони боскеті, який спроєктував Андре Ленотр і який побудували в 1681—1683 рр., знаходиться напівкруглий ступінчастий каскадний водоспад, який служив декоративним тлом для цієї зеленої кімнати. По кам'яним сходам фонтану і мушлям, привезеним сюди з Африки і Мадагаскару, каскадами струмениться вода. В боскеті встановили торшери з позолоченого свинцю з канделябрами, що освітлювали простір навколо. У центрі боскета був легко доступний, мармуровий «острівець» для танців, в яких Людовик XIV був визнаним умільцем. Музиканти сідали нагорі каскаду, а навпроти був амфітеатр, ступені якого вистилали газоном, що дозволяло глядачам зручно сидіти. Бальну урочисто відкрив в 1683 році син Людовика XIV, Великий дофін, на влаштованому тут балу. Бальну залу перебудували в 1707 році, причому центральний острівець прибрали і влаштували додатковий вхід.

### Зображення боскетів
|                                                              |                                                                       |                                                              |                                                                   |                                                                 |                                                                               |
| Вхід до «Лабіринту»; автор Жан Котелль, бл. 1693 р.          | Внутрішній простір боскета «Лабіринт»; автор Жан Котелль, бл. 1693 р. | Боскет «Зірка чи Водна гора»; автор Жан Котелль, бл. 1693 р. | Боскет «Заплава»; автор Жан Котелль, бл. 1693 р.                  | Боскет «Купальня Аполлона»; автор П'єр-Дені Мартен, бл. 1713 р. | Боскет «Острів Короля і Дзеркальний басейн»; авторЕтьєн Аллегрен, бл. 1693 р. |
|                                                              |                                                                       |                                                              |                                                                   |                                                                 |                                                                               |
| «Зала Балів чи Зала Ради»; автор Етьєн Аллегрен, бл. 1688 р. | Боскет „Водний театр“ — вид на сцену»; автор Жан Котелль, бл. 1693 р. | Боскет «Трьох Фонтанів»; автор Жан Котелль, бл. 1693 р.      | Боскет «Тріумфальна Арка»; автор Жан Котелль, бл. 1693 р.         | Боскет «Купольні павільйони»; автор Жан Котелль, бл. 1693 р.    | «Водний партер»; автор Жан Котелль, бл. 1693 р.                               |
|                                                              |                                                                       |                                                              |                                                                   |                                                                 |                                                                               |
| Боскет «Енкелад»; автор Жан Котелль, бл. 1693 р.             | «Колонада»; автор Жан Котелль, бл. 1693 р.                            | «Антична галерея»; автор Жан Жубер, бл. 1693 р.              | «Бальна зала»; автор Жан Котелль, бл. 1693 р.                     | «Басейн Нептуна»; автор Жан Котелль, бл. 1693 р.                | Вид на Оранжерею, автор Жан Котелль, бл. 1693 р.                              |
|                                                              |                                                                       |                                                              |                                                                   |                                                                 |                                                                               |
| «Басейн Дракона»; автор Жан Котелль, бл. 1693 р.             | "Боскет «Трьох Фонтанів»; автор Жан Котелль, бл. 1693 р.              | Боскет «Острів Короля»; автор Етьєн Аллегрен, бл. 1693 р.    | «Водний театр» — вид на амфітеатр; автор Жан Котелль, бл. 1693 р. | «Оранжерея»; автор Жан Котелль, бл. 1693 р.                     | «Північний партер»; автор Етьєн Аллегрен, бл. 1693 р.                         |

|                                      |                                          |                                   |                                                    | |
| Боскет «Зала Балів», сучасний вигляд | Колонада і статуя «Викрадення Персефони» | Боскет «Обеліск», сучасний вигляд | Басейн Аполлона — Фонтан Аполлона, сучасний вигляд | «Сад Короля»; картина Раймундо де Мадрасо і Гарреті, 1914—1920, полотно, олія, 17 x 30 см, Музей Ламбіне |

## Пересадка садів
Як правило, в багаторічних садах проводиться пересадка рослин (реплантація), і Версаль не є винятком з цього правила. У своїй історії сади Версаля зазнали мінімум 5 істотних реплантацій, які виконували з практичних і естетичних міркувань.
Людовик XVI доручив провести пересадку садів взимку 1774—1775 років, оскільки виникла необхідність замінити безліч дерев, деякі з яких були хворі, деякі — виросли занадто сильно. Крім цього, оскільки формалізм садів XVII століття вийшов з моди, ця пересадка також мала на меті встановити в садах Версаля новий неформальний і спрощений стиль, який дешевше утримувати. Проте, досягти цього не вдалося, оскільки топологія садів була сприятлива для французького саду, але не для саду в англійському стилі. Пізніше, в 1860 році, більшість старих насаджень від реплантації Людовика XVI видалили і замінили. 1870 року в цій місцевості пройшов сильний ураган, пошкодивши і вирвавши дерева з корінням, після цього була потрібна суттєва пересадка садів. Однак, через Франко-пруську війну, в результаті якої зазнали поразки Наполеон III і Паризька комуна, пересадку не розпочали аж до 1883 року.
Нещодавні пересадки були зумовлені двома руйнівними ураганами, які пронеслися над Версалем в 1990 і 1999 роках. Внаслідок цих ураганів у Версалі і в Тріаноні було втрачено кілька тисяч дерев — це був найбільший збиток в історії парку. В рамках реплантації музей і урядові структури змогли реставрувати і перебудувати деякі боскети, занедбані за часів правління Людовика XVI, наприклад, Боскет Трьох Фонтанів, який реставрували в 2004 році.
У березні 2011 року в садах розпочали роботи з відновлення південного ряду боскетів, розташованих на вісі захід-схід (Боскет Королеви, Дзеркальний басейн і Сад Короля). Цей фінальний проєкт, закінчений в березні 2012 року, завершив загальну програму пересадки садів, що постраждали від ураганів 1990-х років. Вцілілі дерева тепер надмірно розрослись і стали серйозною загрозою для скульптур в боскетах і для відвідувачів. Пересадка також необхідна для збереження ландшафтної симетрії садів в напрямку з півночі на південь.
Внаслідок природного циклу реплантації, можна з впевненістю твердити, що зараз в садах не залишилось дерев від часу правління Людовика XIV.

## Труднощі з водою
Найбільшим чудом парку і садів Версаля були і є фонтани. Проте, найважливіший елемент, що одухотворяє парк, — вода — стала головною проблемою парку, вже з часу Людовика XIV. Для садів Людовика XIII місцеві водойми надавали воду в потрібному обсязі. Однак після того, як Людовик XIV почав розширювати парк, додаючи нові й нові фонтани, забезпечення їх водою стало дуже серйозною проблемою.
Щоб задовольнити потреби парку після перших розширень Людовика XIV, воду підіймали до садів зі ставків поблизу шато. Основним джерелом був ставок Клан. Воду зі ставка помпували до резервуару, розташованого над Гротом Фетіди, з якого вона йшла до фонтанів за допомогою гравітаційної гідросистеми. Як інші джерела використовувалась низка резервуарів, розташованих на плоскогір'ї Саторі на південь від шато.
Споживання води до 1664 року зросло настільки, що постала потреба в нових джерелах води. В цьому році Луї Лево розробив Pompe — водокачку, побудовану на північ від замку. Pompe відкачувала воду зі ставка Кланьї за допомогою системи вітряних млинів і кінського приводу до цистерни, розміщеної всередині будівлі водокачки. Продуктивність Pompe становила 600 м³ води на добу — що трохи пом'якшило ситуацію з браком води в садах. Після спорудження Великого каналу у 1671 році, вода з фонтанів парку відводилась до нього, і надалі за допомогою системи вітряних млинів — назад до резервуару на даху Грота Фетіди. Хоча така система частково вирішила проблему водопостачання, води ніколи не було достатньо для одночасної роботи всіх фонтанів парку на повну силу.
Хоча з'явилась можливість забезпечити роботу фонтанів, видимих з вікон палацу, фонтани в боскетах і у віддалених куточках парку, включали тільки за потреби. 1672 року Жан-Батіст Кольбер винайшов систему за якою служителі фонтанів у парку свистом сигналізували один одному про переміщення короля, вказуючи які фонтани необхідно було включити. Коли король минав фонтан, його вимикали і служитель подавав сигнал щоб включали наступний.
У 1674 році розширили Pompe і її почали називати Grande Pompe. Насосна потужність зросла завдяки збільшенню кількості поршнів, що підіймали воду. Така модернізація дозволила підвищити потужність водокачки приблизно до 3000 м³ води на добу; проте, після збільшення своєї потужності Grande Pompe часто залишала ставок Кланьї зовсім порожнім.
Постійне зростання потреби у воді і зношування систем водопостачання стало причиною нових заходів по збільшенню водопостачання Версаля. У період між 1668 і 1674 роками розпочали проєкт щодо відхилення русла річки Бьєвр до Версаля. Після будівництва дамби і установки насосної системи з 5 вітряків на річці, воду змогли довести до резервуарів, розташованих в низині Саторі. Це рішення додатково принесло до парку 72000 м³ води.
Однак, незважаючи на додаткову воду з Бьєвра, нові проєкти в садах зажадали ще більше води. 1681 року розпочали один з наймасштабніших гідрографічних проєктів доби Людовика XIV. Через близькість до Версаля річки Сени, запропонували проєкт підняття води з русла річки і доставки її у Версаль. Скориставшись успіхом нової системи, винайденої в 1680 році, яка піднімала воду з Сени в сади міста Сен-Жермен-ан-Ле, на наступний рік було розпочато спорудження Машини Марлі.

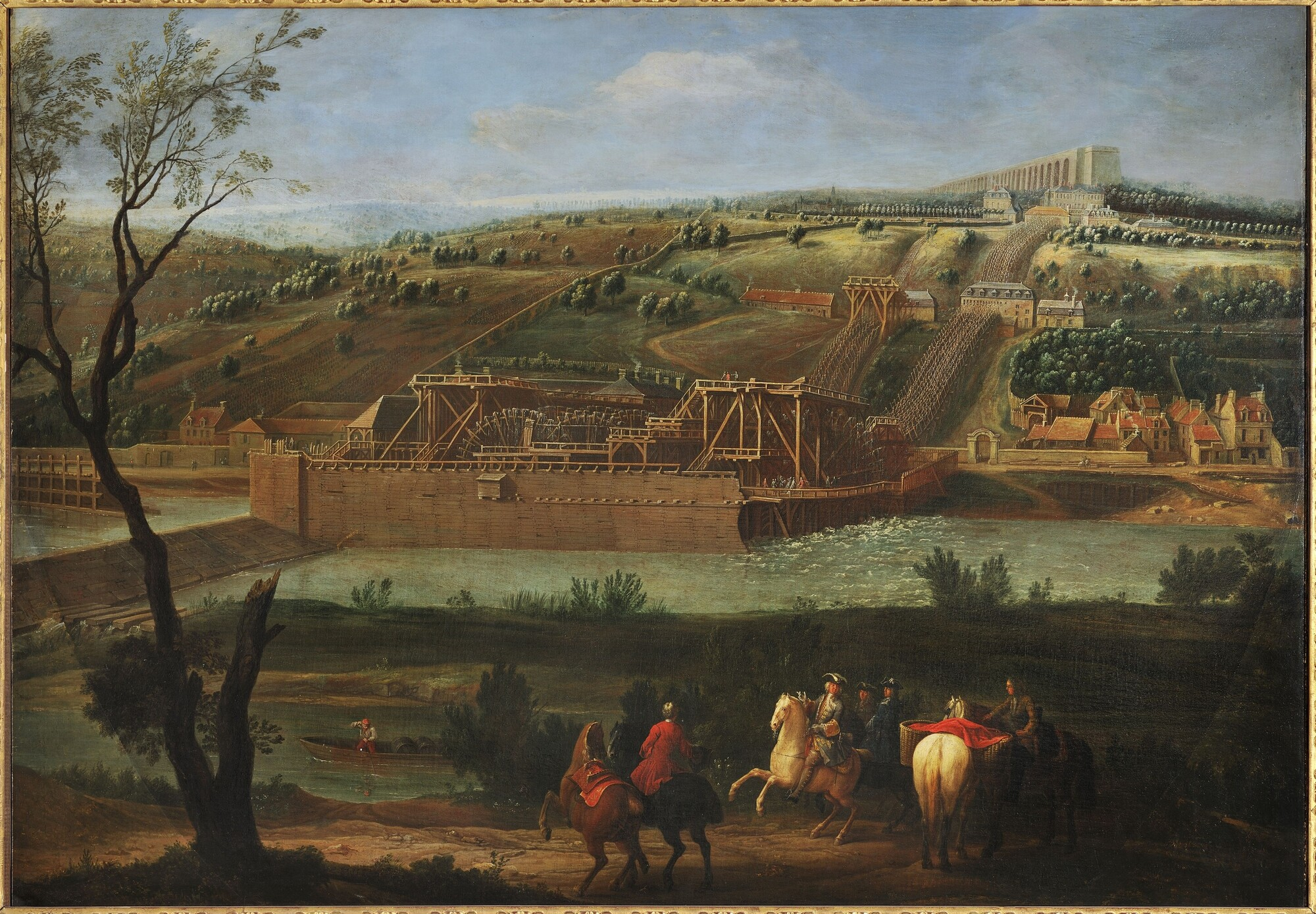
Машина Марлі П'єра-Деніса Мартіна, 1723

Машину Марлі розробили для підняття води з Сени приблизно на 100 метрів від рівня річки в три етапи до Лувесьєнського акведука. На річці побудували кілька гігантських водяних коліс, за допомогою яких воду піднімали через систему з 64 помп в резервуар, що знаходився на рівні 48 м вище від річки. З цього першого резервуара воду піднімали ще на 56 метрів у другій резервуар за допомогою системи з 79 помп. І, нарешті, ще 78 насосів піднімали воду в акведук, за допомогою якого воду доставляли у Версаль і в палац Марлі.
В 1685 році Машину Марлі ввели в повну експлуатацію. Однак, через втрати води у водогоні і через поломки механізмів, машина дозволяла доставити в добу лише 3200 м³ води, що становило приблизно половину від розрахункової потужності. Серед гостей Франції відвідування машини входило до обов'язкової програми. Незважаючи на те, що сади Версаля в добу споживали води більше ніж Париж, Машина Марлі функціонувала аж до 1817 року.
За часів правління Людовика XIV витрати на систему водопостачання становили приблизно третину всіх витрат на будівельні роботи у Версалі. І навіть враховуючи додаткову воду, що постачалася Машиною Марлі, фонтани в садах могли працювати тільки в режимі à l'ordinaire — половинний тиск в трубах. У цьому економному режимі фонтани споживали 12800 м³ води на добу, що набагато перевищувало можливості наявних джерел води. Під час «Свята фонтанів» — коли всі фонтани вмикаються на максимум — потрібно понад 10000 м³ води тільки для однієї післяобідньої сесії. Саме тому «Свята фонтанів» проводили тільки в особливих випадках, наприклад, з нагоди візиту Сіамського посольства в 1685—1686 рр.
У 1685 році спробували остаточно вирішити проблему нестачі води. Було запропоновано відвести воду з річки Ер, що протікала на 160 км південніше від Версаля і на 26 метрів вище резервуарів саду. Ця ідея потребувала не лише прорити канал і побудувати акведук, також знадобилося споруджувати судноплавні канали і шлюзи щоб підвозити робочу силу на головний канал. 1685 року до робіт залучили від 9000 до 10000 робітників; в наступний рік на спорудженні каналу залучили понад 20 000 солдатів. У період між 1686 і 1689 роками, перед початком Дев'ятирічної війни, десята частина збройних сил Франції працювала на будівництва каналу Ер. У розпал цієї війни проєкт зупинили, і він так не був завершений. Якби акведук закінчили, то у Версаль надходило б близько 50 000 м³ води — більш ніж достатньо для вирішення проблем з водою.
В наші дні музей Версаль як і раніше має труднощі з водозабезпеченням. В ході «Свят фонтанів» вода подається з Великого Каналу в резервуари за допомогою сучасних насосів. Компенсація випаровування відбувається за рахунок дощової води, яку збирають в цистерни, розміщені в різних місцях парку, і відводять у резервуари і Великий Канал. Економне витрачання музеєм цього природного ресурсу не позначається на постачанні міста Версаля питною водою.